# West Lake Hills
West Lake Hills è una città degli Stati Uniti d'America, situata nello Stato del Texas, nella Contea di Travis.